# Pedinopelte violaceipennis
Pedinopelte violaceipennis là một loài tò vò trong họ Ichneumonidae.